# Xã Dayton, Quận Butler, Iowa
Xã Dayton (tiếng Anh: Dayton Township) là một xã thuộc quận Butler, tiểu bang Iowa, Hoa Kỳ. Năm 2010, dân số của xã này là 292 người.